# Roeselia patina
Roeselia patina är en fjärilsart som beskrevs av Druce 1885. Roeselia patina ingår i släktet Roeselia och familjen trågspinnare. Inga underarter finns listade.